# Bahnhof Baumholder
Der Bahnhof Baumholder ist der Endbahnhof der Bahnstrecke Heimbach–Baumholder. Der Bahnhof liegt im Zentrum der Stadt Baumholder im rheinland-pfälzischen Landkreis Birkenfeld. Zwischen 1981 und Dezember 2014 diente er ausschließlich dem Güterverkehr der US Army und der Bundeswehr.

## Geschichte
Nachdem bereit 1897 der Bau einer Kleinbahn Heimbach–Baumholder genehmigt worden, aber nicht ausgeführt worden war, wurde 1908 mit dem Bau der Bahnstrecke begonnen. Am 15. Dezember 1912 wurde die Strecke schließlich eröffnet. Trotz des kurze Zeit später begonnenen Ersten Weltkrieges entwickelte sich der Verkehr auf der Stichstrecke recht gut.
Nach dem Bau des Truppenübungsplatzes Baumholder in den Jahren 1937 und 1938 erlebte die Strecke Heimbach–Baumholder einen Aufschwung. In diesem Zusammenhang wurden die Gleisanlagen im Bahnhof Baumholder erheblich erweitert. Der Bahnhof besitzt eine Kopframpe sowie eine Seitenrampe. Nördlich befindet sich ein Privatgleisanschluss der U.S.-Army mit mehreren Gleisen und drei weiteren drei Kopframpen. Durch die hohe Gleisanzahl gibt es vielfältige Rangiermöglichkeiten.
Aufgrund rückläufiger Fahrgastzahlen wurde der Personenverkehr am 31. Mai 1981 eingestellt. Der Güterverkehr blieb im Hinblick auf den Truppenübungsplatz bis heute bestehen. Den Personenverkehr übernahmen Busse.
Anlässlich des in Baumholder stattfindenden Rheinland-Pfalz-Tages 2007 verkehrten vom 29. Juni 2007 bis zum 1. Juli 2007 erstmals seit 1981 wieder Regionalbahnen zwischen Heimbach und Baumholder.
Der Zweckverband Schienenpersonennahverkehr Rheinland-Pfalz Süd (ZSPNV Süd) hatte in seiner Sitzung am 10. Dezember 2008 beschlossen, die Strecke Heimbach–Baumholder zum Fahrplanwechsel 2014/2015 im Dezember 2014 für den Personenverkehr zu reaktivieren. Im Rahmen der Ausschreibung des „Dieselnetzes Südwest“ war geplant, dass stündlich Züge zwischen Baumholder und Kirn verkehren. Ende Februar 2012 hatte der ZSPNV Süd die geplanten Verkehre an die Regentalbahn vergeben. Die Züge werden von ihrer Tochtergesellschaft vlexx als RB 34 betrieben. In diesem Zusammenhang wurde im Sommer 2014 der Bahnhof Baumholder grundlegend saniert. Neben der Erneuerung des Hausbahnsteiges entstand ein Behelfsbahnsteig. Darüber hinaus wurde das komplette Bahnhofsumfeld erneuert.

## Infrastruktur
Der Bahnhof Baumholder gehört seit Ende 2006 der Verbandsgemeinde Baumholder, welche ihn gemeinsam mit der gesamten Bahnstrecke dem bisherigen Eigentümer DB Netz abgekauft hat. Sowohl der Kaufpreis von 310.000 EUR als auch Investitionen von rund 1,5 Mio. EUR wurden durch das Land Rheinland-Pfalz übernommen. Das jährliche Betriebskostendefizit in Höhe von etwa 100.000 EUR decken die Hauptnutzer der Strecke, die US Army und die Bundeswehr, im Verhältnis 80:20 ab. Mit der Betriebsführung als Eisenbahninfrastrukturunternehmen beauftragt die Verbandsgemeinde seit dem 10. Dezember 2006 die RP-Eisenbahn, Eisenbahnverkehrsunternehmen im Güterverkehr ist üblicherweise DB Cargo.
Die Bahnsteige im Bahnhof Baumholder sind 140 Meter lang und 55 Zentimeter hoch.
Die Überwachung der im Zugleitbetrieb befahrenen Strecke findet vom Zugleiter im sächsischen Mulda aus statt. Die Weichen im Bahnhof lassen sich entweder vom Stellwerk in Baumholder steuern, oder sie werden mithilfe von Schlagtastern neben den Gleisen im EOW-Betrieb gestellt.

## Verkehr

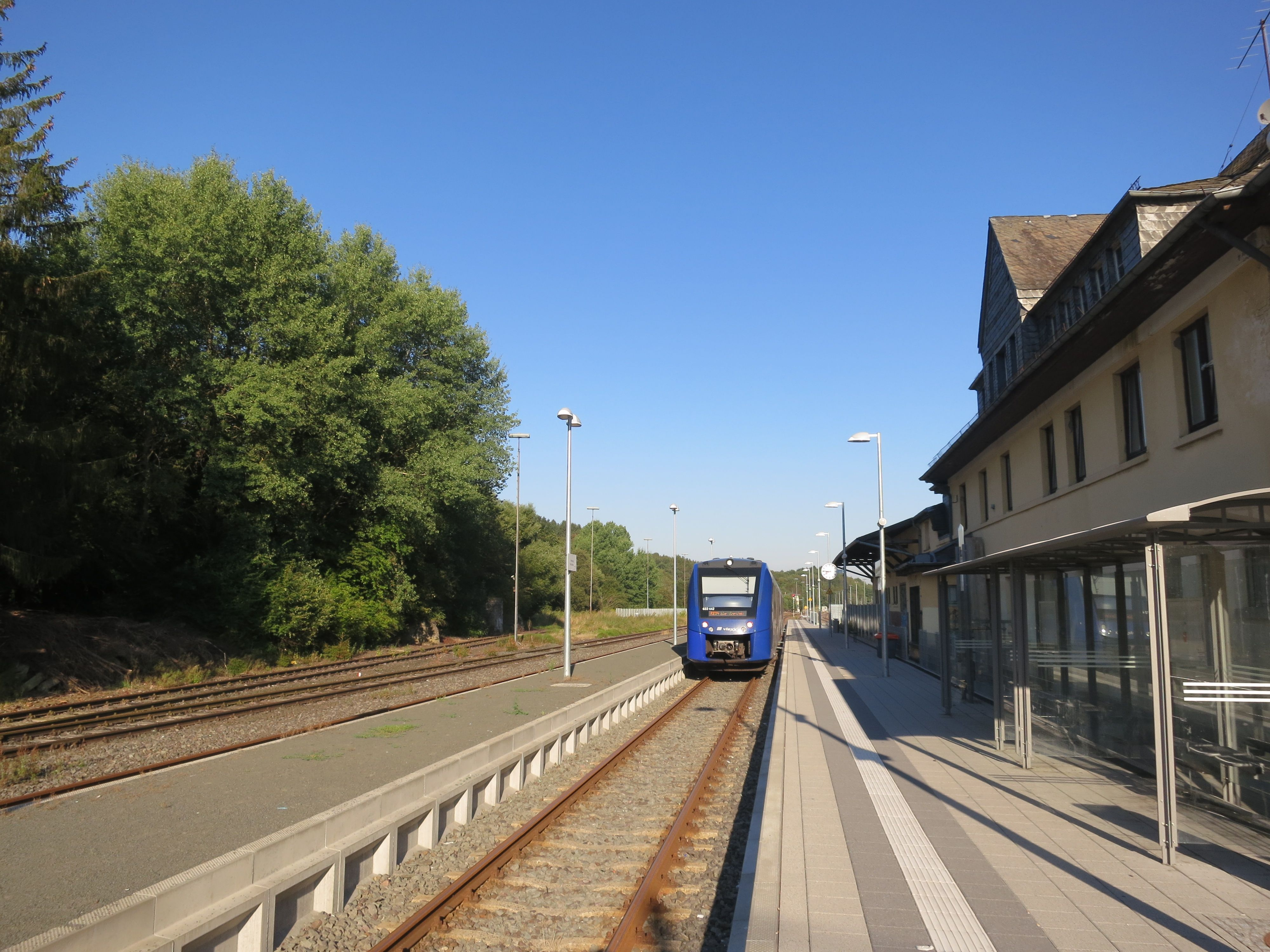
Triebwagen am Hausbahnsteig (2016)

Seit dem turnusgemäßen Fahrplanwechsel 2014/2015 am 14. Dezember 2014 fährt die neu eingerichtete Regionalbahnlinie RB 34 im Stundentakt von Baumholder über Heimbach (Nahe) und Idar-Oberstein bis nach Kirn, wo am selben Bahnsteig gegenüber nach einem kurzen Aufenthalt der von Saarbrücken nach Mainz/Frankfurt verkehrende Nahe-Express erreicht werden kann. Somit besteht von Baumholder aus zweistündlich eine Verbindung mit nur einem Umstieg bis zum Frankfurter Flughafen.
Die vlexx GmbH setzt Züge des Typs Alstom Coradia LINT 54 und 81 ein.